# ميكائيل كويزانس
ميكائيل كويسانسي (بالفرنسية: Michaël Cuisance)‏ (ولد في 16 أغسطس 1999) هو لاعب كرة قدم فرنسي يلعب في مركز خط الوسط مع نادي بايرن ميونخ.

## روابط خارجية
- ميكائيل كويزانس على موقع الاتحاد الأوربي (الإنجليزية)
- ميكائيل كويزانس على موقع إي إس بي إن إف سي (الإنجليزية)
- ميكائيل كويزانس على موقع قاعدة بيانات كرة القدم.إي يو (الإنجليزية)
- ميكائيل كويزانس على موقع ليكيب (الفرنسية)
- ميكائيل كويزانس على موقع Soccerbase.com (لاعب) (الإنجليزية)
- ميكائيل كويزانس على موقع Soccerway.com (الإنجليزية)
- ميكائيل كويزانس على موقع عالم كرة القدم.نت (الإنجليزية)
- ميكائيل كويزانس على موقع AS.com (الإسبانية)